# Sven-Olov Monsén
Sven-Olov Monsén, född 26 januari 1920 i Karlstad, död där 24 mars 1994,  var en svensk möbelarkitekt.
Monsén, som var son till fabrikör Bror Monsén och Elna Gullstrand, avlade realexamen 1936 och studerade vid Tekniska skolan i Stockholm 1937 och vid Carl Malmstens skola 1937–1943. Han var verksam som möbelarkitekt hos Gullstrands Heminredning AB i Karlstad från 1943. Han tilldelades Stockholms Hantverksförenings silvermedalj.